# Danîciv, Koreț
Danîciv (în ucraineană Даничів) este o comună în raionul Koreț, regiunea Rivne, Ucraina, formată numai din satul de reședință.

## Demografie
Componența lingvistică a comunei Danîciv
     Ucraineană (99,75%)
     Alte limbi (0,25%)
Conform recensământului din 2001, majoritatea populației comunei Danîciv era vorbitoare de ucraineană (99,75%), existând în minoritate și vorbitori de alte limbi.